# تپه ایلجک
تپه ایلجک مربوط به عصر آهن است و در شهرستان ایجرود، بخش مرکزی، دهستان گلابر، ۱۱۹۰ متری جنوب روستای جوقین واقع شده و این اثر در تاریخ ۱۵ دی ۱۳۸۷ با شمارهٔ ثبت ۲۴۰۷۰ به‌عنوان یکی از آثار ملی ایران به ثبت رسیده است.